# 304

304(삼백사)는 303보다 크고 305보다 작은 자연수다.

## 수학
- 합성수로, 그 약수는 총 10개다. (1, 2, 4, 8, 16, 19, 38, 76, 152, 304)
  - 304의 진약수의 합은 316이므로, 304는 과잉수다.
- 23번째 불가촉수다. 앞의 불가촉수는 292, 다음은 306이다.
- 자릿수 제곱합이 제곱수인 36번째 자연수다. 이 성질을 지닌 앞의 수는 300, 다음 수는 326이다. (OEIS의 수열 A175396)
  - {\displaystyle 3^{2}+0^{2}+4^{2}=9+0+16=25=5^{2}}
- {\displaystyle 304=41+43+47+53+59+61}
  - 연속하는 소수(素數) 6개의 합으로 나타낼 수 있으며, 이 성질을 지닌 앞의 수는 280, 다음 수는 330이다.
- {\displaystyle 304=23+29+31+37+41+43+47+53}
  - 연속하는 소수(素數) 8개의 합으로 나타낼 수 있으며, 이 성질을 지닌 앞의 수는 270, 다음 수는 340이다.
- {\displaystyle 39^{2}-1}은 304로 나누어떨어진다.

## 과학·기술
- NGC 304(영어판): 안드로메다자리 방향에 있는 렌즈형 은하.
- HTTP 304 (Not Modified→수정되지 않음): 마지막 요청 후에 다시 요청한 페이지가 아직 수정되지 않았음을 나타내는 HTTP 상태 코드.

## 교통

### 철도
- 부산 도시철도 3호선 물만골역의 역번호.
- 수도권 전철 3호선, 대구 도시철도 3호선은 304번 역이 없고, 각각 309번, 312번부터 시작한다.

### 도로
- 고속도로 및 국도
  - 오토루트 304호선(프랑스어판): 프랑스의 고속도로.
  - 일본 304번 국도(일본어판): 이시카와현 가나자와시에서 도야마현 난토시까지 이어지는 일본의 국도.
- 기타 도로
  - 현도 제304호선

## 군사
- U-304(영어판, 독일어판): 제2차 세계 대전에 사용된 나치 독일의 군용 잠수함.

## 문화유산
- 대한민국의 국보 제304호: 여수 진남관
- 대한민국의 보물 제304호: 보성 벌교 홍교
- 대한민국의 사적 제304호: 담양소쇄원 (해제)[a]

## 방송
- 스카이라이프의 오르페오 채널 번호.
- 지니 TV에서 미국 경제 방송인 블룸버그 TV의 채널 번호.
- LG헬로비전의 KFN 채널 번호.

## 기타
- 날짜: 3월 4일
- 연도: 304년, 기원전 304년